# Ennery (Haïti)
Ennery (Haïtiaans-Creools: Ènri) is een stad en gemeente in Haïti met 51.000 inwoners.
De plaats ligt 23 km ten oosten van de stad Gonaïves. De gemeente maakt deel uit van het arrondissement Gonaïves in het departement Artibonite.

## Geschiedenis
Het dorp Ennery is gesticht in 1776. Het is genoemd naar Victor-Thérèse Charpentier, graaf van Ennery in Frankrijk. Van 1775 tot 1776 was hij de gouverneur van Saint-Domingue, de toenmalige Franse kolonie die overeenkomt met het huidige Haïti.
In Ennery zijn nog de resten te vinden van de boerderij van de vrijheidsstrijder Toussaint Louverture. Deze boerderij heet Fatras-Bâton. Hij woonde hier omdat hij dit als een strategische plaats zag. Op deze boerderij trok hij zich terug nadat hij op 7 mei 1802 een vredesverdrag met de Fransen ondertekend had. Drie weken later werd hij hier echter door generaal Charles Leclerc gevangengenomen en naar Frankrijk gedeporteerd.

## Moderne tijd
Naast een aantal lagere scholen zijn er in Ennery twee middelbare scholen, en een school voor beroepsonderwijs. Er bevindt zich een katholieke kerk, die gewijd is aan Sint-Hubertus. Verder zijn er diverse protestantse kerken, en een groot aantal vodoutempels.
In Ennery wordt suikerriet en katoen verbouwd. Verder is er een coöperatief voor de productie van mango's, die is opgericht met steun van de Europese Unie.

## Bevolking
In 2009 had de gemeente 46.581 inwoners, in 2003 werden 31.285 inwoners geteld. Dit komt neer op een stijging van 6,9% per jaar.
Van de bevolking woont 10% in de dorpskernen en 90% in ruraal gebied. 50,5% van de bevolking is mannelijk. 44% van de bevolking is jonger dan 18 jaar.

## Indeling
De gemeente bestaat uit de volgende sections communales:
| Nr. | Naam                           | Km²   | Inw.2015 |
| --- | ------------------------------ | ----- | -------- |
| 1   | Savane Carrée                  | 63,73 | 17.326   |
| 2   | Passe-Reine (of: Bas d'Ennery) | 51,46 | 16.990   |
| 3   | Chemin Neuf                    | 57,93 | 5.408    |
| 4   | Puilboreau                     | 43,77 | 11.497   |